# Горанешти (Арђеш)
Горанешти (рум. Gorănești) насеље је у Румунији у округу Арђеш у општини Тополовени. Oпштина се налази на надморској висини од 260 m.

## Становништво
Према подацима из 2002. године у насељу је живело 289 становника, од којих су сви румунске националности.